# État Chin
L'État Chin (en birman: ချင်းပြည်နယ်, hkyinnpyinaal) est une subdivision administrative de la Birmanie. Il est peuplé de Chins et de Birmans. Sa capitale est Hakha depuis 1974.
En 2023, l'État du Chinland s'autoproclame, avec un gouvernement, un parlement et des forces armées, et contrôle la plupart du territoire de l'État de Chin.

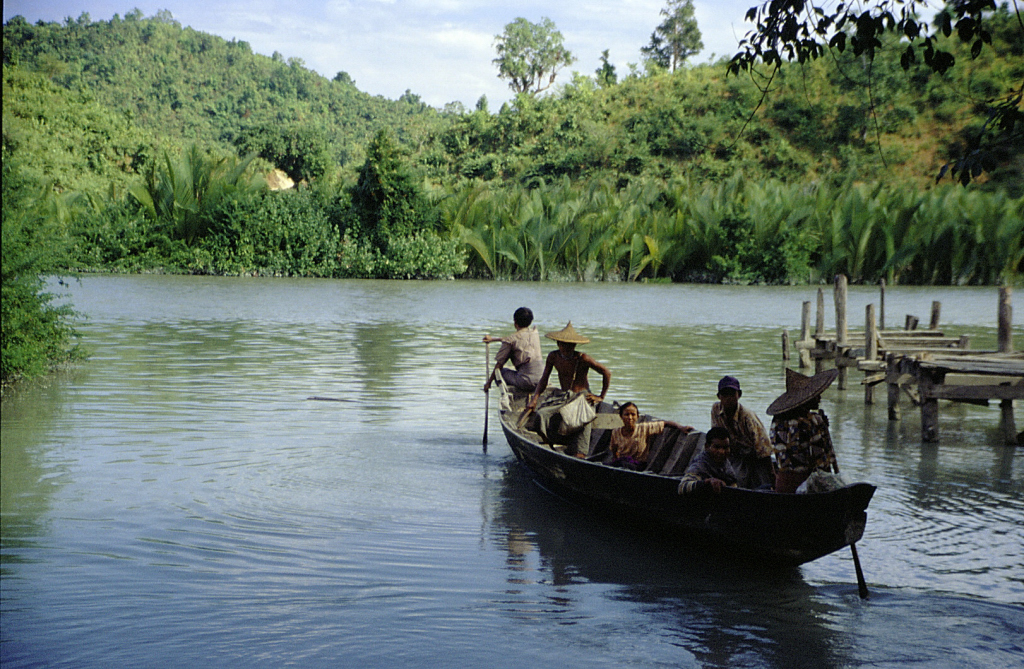
Village Chin, Birmanie

## Histoire
L'État Chin n'est devenu partie intégrante de la Birmanie qu'à la fin de l'occupation britannique, avec la signature de l'accord de Panlong (janvier 1947). Celui-ci stipulait que l'État Chin, comme ceux des autres minorités ethniques, devait accéder à l'autodétermination après l'indépendance (16 juin 1947). Cependant, après l'assassinat du général Aung San en juillet, l'accord ne fut pas respecté.
La région obtint un statut de Division spéciale, avec Falam comme capitale. L'État Chin ne fut créé qu'en 1974, tandis que sa capitale était transférée à Hakha.
L'État Chin a été négligé durant de longues années. Les routes y étaient très mauvaises et les transports presque inexistants. C'est peut-être une des raisons pour lesquelles peu de Birmans s'y étaient établis et les Chins représentaient plus de 80 % de la population, au moins jusqu'au soulèvement de 1988.
Après 1988, le nouveau pouvoir birman (SLORC) envoya des bataillons de soldats dans la région, où ils se livrèrent en représailles à de nombreuses exactions   (vols, viols, confiscations). De nombreux Chins furent expulsés de leur terre ou les abandonnèrent, se retrouvant réfugiés dans leur propre pays.
L'État Chin compte deux districts et 14 municipalités : Cikha, Hakha, Falam, Kanpalet, Matupi, Rezua, Mindat, Paletwa, Rihkhuadar, Thantlang, Tedim, Tuithang et Tonzang.

## Démographie
Les Chins comptent de nombreux sous-groupes liés par l'histoire, mais aux langues et aux passés distincts. Le terme Chin est peut-être un exonyme donné par les Birmans. Son sens originel est incertain : Le mot pourrait signifier « panier » ou « ami », les Chin étant réputés pour leur vannerie et se trouvant en relations avec les Birmans des plaines depuis une période très ancienne. Certains pensent qu'il pourrait rappeler l'origine chinoise de travailleurs échappés du chantier de la Grande Muraille (ce qui paraît pour le moins hypothétique).
D'autres noms utilisés pour les Chin sont Asho, K'cho, Kuki, Laimi, Laizo, Zahau, Zomi, Zyou, etc. Les termes et leur signification diffèrent selon chaque tribu et selon chaque dialecte. Le terme « Zo » est le plus courant pour les habitants de Tedim and Tonzang, qui sont apparentés aux populations Mizo du Mizoram (Inde) et parlent une langue mizo-kuki-chin. Les Chins de Falam et Hakha sont souvent appelés « Laimi ».
On s'adresse aux hommes chins par le terme « Salai » (Monsieur), et aux femmes par « Mai » (mademoiselle). Les Zomi utilisent « Taang » pour les hommes et « Lia » pour les femmes. « Pu » est un  terme de respect pour les hommes âgés ou importants, et « Pi » pour les femmes. Les Zahaus utilisent « Huvaal » pour s'adresser à un homme célibataire, et « Huleeng » pour une femme.
La religion principale est le christianisme, avec de forte minorités animistes et bouddhistes.
Voir aussi : The Structure of Chin Society: A Tribal People of Burma Adapted to a Non-Western Civilization. F.K. Lehman, 1963, University of Illinois Press.